# Port lotniczy Ningbo-Lishe
Port lotniczy Ningbo-Lishe (IATA: NGB, ICAO: ZSNB) – port lotniczy położony w Ningbo, w prowincji Zhejiang, w Chińskiej Republice Ludowej.

## Linie lotnicze i połączenia
| Linia Lotnicza            | Kierunek |
| ------------------------- | --- |
| 9 Air                     | 1. Guangzhou 2. Guiyang 3. Shenyang |
| AirAsia                   | 1. Kota Kinabalu 2. Kuala Lumpur |
| Chang’an Airlines         | 1. Guiyang 2. Jingdezhen 3. Xi’an |
| Air China                 | 1. Pekin 2. Pekin-Daxing 3. Chengdu-Shuangliu 4. Chongqing 5. Guangzhou 6. Wanzhou |
| Air China Inner Mongolia  | 1. Pekin |
| Air Macau                 | 1. Makau |
| Beijing Capital Airlines  | 1. Harbin 2. Kunming |
| Cambodia Airways          | 1. Phnom Penh |
| Cathay Pacific            | 1. Hongkong |
| Chengdu Airlines          | 1. Chengdu-Tianfu 2. Chenzhou 3. Guiyang 4. Hengyang 5. Hohhot 6. Lijiang |
| China Eastern Airlines    | 1. Baotou 2. Pekin-Daxing 3. Changsha 4. Chengdu-Tianfu 5. Chongqing 6. Dalian 7. Guangzhou 8. Guiyang 9. Harbin 10. Ho Chi Minh 11. Hongkong 12. Huizhou 13. Jieyang 14. Kunming 15. Kuqa 16. Lanzhou 17. Osaka-Kansai 18. Qingdao 19. Shenyang 20. Tajpej-Taoyuan 21. Taiyuan 22. Wuhan 23. Xi’an 24. Xining 25. Yanji 26. Yantai 27. Zhengzhou 28. Zhuhai |
| China Express Airlines    | 1. Chengdu-Tianfu 2. Chongqing 3. Jingzhou 4. Jiujiang |
| China Southern Airlines   | 1. Pekin-Daxing 2. Changchun 3. Changsha 4. Dalian 5. Guangzhou 6. Guiyang 7. Jieyang 8. Nanning 9. Shenyang 10. Shenzhen 11. Wuhan 12. Zhengzhou |
| China United Airlines     | 1. Pekin-Daxing |
| Chongqing Airlines        | 1. Chongqing 2. Guangzhou 3. Yichun (Jiangxi) |
| Colorful Guizhou Airlines | 1. Chongqing 2. Libo 3. Tongren 4. Xingyi 5. Yibin 6. Zhuhai |
| Dalian Airlines           | 1. Pekin |
| Hainan Airlines           | 1. Changsha 2. Dalian 3. Guiyang 4. Haikou 5. Qingdao 6. Taiyuan 7. Urumczi 8. Xi’an 9. Yingkou 10. Zhengzhou |
| Hebei Airlines            | 1. Pekin-Daxing 2. Shijiazhuang |
| Hong Kong Express Airways | 1. Hongkong |
| LJ Air                    | 1. Taiyuan 2. Zhangjiajie |
| Loong Air                 | 1. Bazhong 2. Bijie 3. Chongqing 4. Ganzhou 5. Guiyang 6. Jeju 7. Lanzhou 8. Lianyungang 9. Lijiang 10. Luzhou 11. Mang 12. Shenyang 13. Taiyuan 14. Weihai 15. Xiangxi 16. Xiangyang 17. Xichang 18. Yinchuan 19. Yulin |
| Lucky Air                 | 1. Anqing 2. Dali 3. Guiyang 4. Kunming 5. Lijiang 6. Xishuangbanna 7. Yichang 8. Zunyi |
| Okay Airways              | 1. Xi’an |
| Qingdao Airlines          | 1. Harbin 2. Nanning 3. Qingdao 4. Weihai |
| Royal Air Philippines     | Czartery: 1. Caticlan |
| Ruili Airlines            | 1. Kunming |
| Shandong Airlines         | 1. Haikou 2. Qingdao |
| Shanghai Airlines         | 1. Budapeszt 2. Changchun 3. Szanghaj-Pudong 4. Yantai |
| Shenzhen Airlines         | 1. Harbin 2. Linyi 3. Shenzhen 4. Yuncheng 5. Zhengzhou |
| Sichuan Airlines          | 1. Chengdu-Shuangliu 2. Chengdu-Tianfu 3. Chongqing 4. Kunming 5. Luzhou 6. Sanya 7. Tiencin 8. Xichang 9. Xishuangbanna |
| Spring Airlines           | 1. Changchun 2. Chengdu-Tianfu 3. Chongqing 4. Dalian 5. Guangzhou 6. Guilin 7. Guiyang 8. Haikou 9. Harbin 10. Huai’an 11. Jeju 12. Jieyang 13. Jinggangshan 14. Kunming 15. Lanzhou 16. Mianyang 17. Osaka-Kansai 18. Qingdao 19. Sanya 20. Shenyang 21. Shenzhen 22. Shijiazhuang 23. Tiencin 24. Urumczi 25. Xi’an 26. Yinchuan 27. Zhengzhou 28. Zhuhai |
| Spring Airlines Japan     | 1. Tokio-Narita |
| Thai Lion Air             | 1. Bangkok-Don Muang 2. Phuket |
| Thai VietJet Air          | 1. Bangkok-Suvarnabhumi |
| Tianjin Airlines          | 1. Tiencin |
| VietJet Air               | Sezonowe czartery: 1. Phú Quốc |
| West Air                  | 1. Changsha 2. Chongqing 3. Zhengzhou |
| Xiamen Air                | 1. Changchun 2. Xiamen |